# Elite Women's Hockey League 2004-2005
L'Elite Women's Hockey League 2004 è stata la prima edizione di questo torneo per squadre femminili di club.

## Formula e squadre partecipanti
Le otto squadre iscritte - quattro austriache (Vienna Sabres, The Ravens Salisburgo, Dragons Klagenfurt e Vienna Flyers), due italiane (HC Agordo e HC Eagles Bolzano), una ungherese (UTE Marilyn Budapest) ed una slovena (Terme Maribor) - si sono affrontate in un girone di andata e ritorno.
Erano previsti due punti per la vittoria (sia nei tempi regolamentari che nei supplementari), un punto per la sconfitta ai supplementari, e nessun punto per la sconfitta nei tempi regolamentari.

## Classifica
| Pos. | Squadra               | Paese    | PG | V  | VOT | POT | P  | Reti   | Pt. |
| 1.   | Vienna Sabres         | Austria  | 14 | 11 | 0   | 1   | 2  | 83:38  | 23  |
| 2.   | Maribor Terme         | Slovenia | 14 | 11 | 0   | 0   | 3  | 92:37  | 22  |
| 3.   | Agordo                | Italia   | 14 | 10 | 0   | 0   | 4  | 75:43  | 20  |
| 4.   | HC Eagles Bolzano     | Italia   | 14 | 9  | 0   | 0   | 5  | 73:43  | 18  |
| 5.   | The Ravens Salisburgo | Austria  | 14 | 5  | 1   | 1   | 7  | 48:57  | 13  |
| 6.   | Újpesti TE Marilyn    | Ungheria | 14 | 2  | 1   | 1   | 10 | 23:52  | 7   |
| 7.   | Dragons Klagenfurt    | Austria  | 14 | 3  | 0   | 0   | 11 | 29:104 | 6   |
| 8.   | Vienna Flyers         | Austria  | 14 | 2  | 1   | 0   | 11 | 26:75  | 6   |

## Classifica marcatori
| Pos. | Giocatrice             | Squadra           | Gol | Assist | Punti |
| 1    | Jasmina Rosar          | Maribor Terme     | 34  | 27     | 61    |
| 2    | Michaela Durcanska     | Maribor Terme     | 23  | 25     | 48    |
| 3    | Esther Kantor          | Vienna Sabres     | 29  | 16     | 45    |
| 4    | Denise Altmann         | Vienna Sabres     | 23  | 19     | 42    |
| 5    | Maria Michaela Leitner | HC Eagles Bolzano | 22  | 17     | 39    |

## Classifica portieri
Sono considerate solo le giocatrici con almeno 10 presenze.
| Pos. | Giocatrice       | Squadra             | GAA  | %SVS |
| 1    | Sandra Klepp     | Vienna Sabres Terme | 2,65 | .934 |
| 2    | Eszter Kökenyesi | UTE Marilyn         | 3,37 | .918 |
| 3    | Andrea Risova    | Maribor Terme       | 2,78 | .879 |
| 4    | Doris Abele      | Vienna Sabres       | 4,05 | .872 |
| 5    | Luana Frasnelli  | HC Eagles Bolzano   | 3,23 | .871 |
| 6    | Lam Kim Ngoc     | Agordo              | 2,28 | .869 |